# هشام رستم
هشام رستم (26 مايو 1947 - 28 يونيو 2022)، هو ممثل تونسي الجنسية من أصول شركسية، شارك في بطولة أهم الأفلام التونسية وشارك في عدد من الأفلام الأجنبية وله مشاركات متعددة في مسلسلات تونسية الشهيرة.

## النشأة والمسيرة
ولد هشام رستم بضاحية المرسى بعاصمة تونس. وبدأ حبه للمسرح منذ الصغر فقد كان جده (من والدته) عبد العزيز صاحب الطابع مدير المدرسة الصادقية في ذلك الوقت يحب المسرح فكان يأخذ حفيده هشام لمشاهدة العروض المسرحية.
إكتشفه الفنان التونسي الكبير علي بن عياد وتتلمذ على يديه. وبعد إتمام تعليمه الثانوي بالمدرسة الصادقية و إحرازه على شهادة البكالوريا سافر إلى فرنسا وعاش فيها من سنة 1967 إلى سنة 1994 وقد أحرز فيها على شهادة الدكتوراه في الآداب كما نال الدكتوراه في تاريخ المسرح وعمل ضمن المسرح الفرنسي والسينما والتلفزة الفرنسية (قرابة 70 مسرحية و10 أفلام ومسلسلات) أما مشواره الفني بأكمله فتجاوز الخمسين سنة فشارك في بطولة 32 فيلما و26 مسلسلا و80 مسرحية (وقد كانت أعماله تتراوح ما بين التونسية والإنجليزية والفرنسية والإيطالية والألمانية).

## الحياة الشخصية
تزوج ثلاث مرات انتهت جميعها بالطلاق، زوجته الأولى هي الممثلة التونسية مارتين ڨفصي وآخرها كانت من التونسية سناء الزين وهي ممثلة وخبيرة تنمية ذاتية وعلاج بالطاقة. وليس له أولاد.

## أعماله

### من أفلامه
- 1988: صفايح ذهب للنوري بوزيد : سي يوسف
- 1989: مجنون ليلى للطيب الوحيشي : زوج ليلى
- 1994: صمت القصور للمفيدة التلاتلي: سي البشير
- 1997: السيدة لمحمد الزرن: أمين
- 1998: زفاف القمر للطيب الوحيشي
- 1999: قوايل الرمان لمحمود بن محمود: وحيد حيدر
- 2002: صندوق عجب (فيلم) لرضا الباهي: منصور
- 2002: نغم الناعورة (فيلم) لعبد اللطيف بن عمار: علي
- 2003: الشمس المغتالة لعبد الكريم بهلول : برامسي
- 2004: نادية و سارة لمفيدة التلاتلي : الهادي
- 2006: التلفزة جاية (فيلم) للمخرج المنصف ذويب: المخرج
- 2014: طفل الشمس للطيب الوحيشي: خاطب
- 2014: السراب الأخير لنضال شطا: الدكتور أسامة سعد
- 2015: صفر لنضال شطا: الأب
- 2015: ديكتا شوت لمختار العجيمي: سي حازم
- 2015: صراع للمنصف بربوش: مختار
- 2016: زهرة حلب لرضا الباهي: هشام والد مراد
- 2016: وه! لأسمهان الأحمر: حمد
- 2016: همس الرمال لناصر خمير

### الأفلام الروائية الأجنبية
- 1976: الجناح أو الفخذ لكلود زيدي
- 1982: رياح رملية لمحمد لخضر همينا
- 1991: الصديق العربي لكارمين فورناني (إيطالي)
- 1991: إزابيل إيبرهارد لإيان برينجل (إنجليزي)
- 1992: أهداف طائشة لماسيمو مازوكو: مانويل لو رو
- 1993: سرة العالم لأرييل زيتون: كوستا
- 1997: المريض الإنجليزي لأنتوني مينجيلا: فؤاد
- 1998: باباراتزي لآلان برباريان: الكابولي
- 2001: في الصحراء والبرية لجافين هود: مهدي
- 2007: كل ما تريده لولا لنبيل عيوش: الناصر
- 2008: أغنية العرائس لكارين آلبو: والد راؤول
- 2011: الحبل الخامس لسلمى برقاش: أمير
- 2011: الذهب الأسود لجون جاك آنو: الكولونال نسيبي

### أفلام قصيرة
- 1989: الغيبوبة للمنصف ذويب

### دبلجة
- 2006: آزور و أسمر لميشال أوكلو (صور متحركة)

### برامج تلفزيونية
- 2013: براكاج على جوهرة أف أم: ضيف
- 2014: كلام الناس مع نوفل الورتاني على الحوار التونسي: ضيف
- 2015: رمضان شو مع الهادي زعيم على موزاييك أف أم: ضيف
- 2016: 
  - اللقاء على راديو ماد : ضيف
  - شلة أمين مع أمين قارة على موزاييك أف أم: ضيف
  - لاباس (الموسم6) مع نوفل الورتاني على الحوار التونسي: ضيف الحلقة 11
- 2020: فكرة سامي الفهري مع الهادي زعيم على الحوار التونسي: ضيف الحلقة 12 من الموسم 3
- 2021:
  - رمضان شو مع ملاك العوني و الهادي زعيم : ضيف
  - فكرة سامي الفهري مع الهادي زعيم على الحوار التونسي: ضيف
- 2022: ضيفنا على كيفنا على قناة تونسنا: ضيف

### المسلسلات التونسية
- 1991: الناس حكاية لحمادي عرافة
- 2002: قمرة سيدي المحروس لصلاح الدين الصيد: محامي فرنسي
- 2003: شمس و ظلال لعز الدين الحرباوي: منوبي البرانسي
- 2003: خطى فوق السحاب لعبد اللطيف بن عمار: صاحب السعادة
- 2004: حسابات و عقابات للحبيب المسلماني: الطيب
- 2005: كافيه جلول للطفي بن ساسي وعماد بن حميدة ومحمد دمق (ضيف شرف الحلقتين 16 و18): الشاذلي ياحسري
- 2005: مال و آمال لعبد القادر الجربي: سي المنصف
- 2006: حياة و أماني لمحمد الغضبان: محافظ الشرطة
- 2006: أولاد اليوم لمحمد دمق
- 2008: مكتوب لسامي الفهري: سي هشام عبد الله
- 2009: شوفلي حل (ضيف الحلقة 15 من الموسم 5) لعبد القادر الجربي: الدكتور حكيم لسود
- 2009: أقفاص بلا طيور لعز الدين الحرباوي: راشد
- 2009-2011: نجوم الليل لمديح بالعيد ومهدي نصرة: شفيق
- 2010: قراج لكريك لرضا الباهي: سي جعفر
- 2012: ديبانيني لحاتم بلحاج: حريف
- 2013: يوميات إمرأة لنجيب عياد: إبراهيم الفالح
- 2014: مكتوب (الموسم 4) لسامي الفهري
- 2015- 2017: أولاد مفيدة لسامي الفهري: الشريف
- 2015: ليلة الشك لمجدي السميري: إبراهيم
- 2015: أمبولونس للسعد الوسلاتي: سي توفيق
- 2015: بوليس لمجدي السميري
- 2016: أمبوتاياج لوليد الطايع: سي معز
- 2016: مدرسة الرسول لأنور العياشي: هشام بن عبد الملك
- 2018: تاج الحاضرة لسامي الفهري: الوزير مصطفى صاحب الطابع
- 2019: مشاعر لمحمد جوك: عازف الناي صديق الطاهر
- 2020: "27" ليسري بو عصيدة: حمادي أحمد

### مسلسلات أجنبية
- 1992: دعوة مميزة جدا (حلقة مال إفريقيا) لفكتوريو دي سيستي
- 1994: حرب الخواص (وداعا للدجاج) لخوسي دي دايان
- 1998: الكونت دي مونت كريستو (سلسلة) لخوسي دي دايان: محمد
- 1998: منصة رقم 1 (حلقة الكوبرى) لبيار قريمبلا وديديي كوهين
- 2001: هرقل بواغو لتوم كلاج (اغتيال في بلاد ما بين النهرين): موظف إستقبال الفندق
- 2004: المعهد (الحلقة 3 من الموسم 9) لجيرار كلاين
- 2007: بومباي لجوليو باز: صوت
- 2008: بيت صدام لآليكس هولمز وستيفان بوتشارد وسالي الحسيني : محمد الغاني
- 2014: دراجنوف لأسامة رزق وسراج الهويدي : بادي
- 2016-2017: سر المرجان (سلسلة مغربية عرضت على 2M): سي الحبيب
- 2017: مطبخ كابول (الموسم 3)
- 2017: سر المرجان

### أفلام تلفزية
- 1987: طفل إسمه يسوع (إيطالي) لفرنكو روسي
- 1990: عواصف رعدية صيفية لجون ساجول: سيمون
- 1997 :لمسة جنون لسباستيان جرال
- 2002 :طلاق إنشاء للمنصف ذويب: خليل
- 2003 :أمينة لعبد اللطيف بن عمار
- 2011 :المتسلل لجياكوم باتياتي: الجنرال علي

### أفلام وثائقية
- 2004 : المصارعون لتيلمان ريم : لانيستا
- 2005 : أحرقوا روما! لروبير كشيشيان : هانون
- 2005 : الإمبراطوريات: محاربون مقدسون - ريتشارد قلب الأسد و سالادان دي ريتشارد بازرد : سالادان
- 2006 : إنجيل يهوذا لجيمس بارات من ناشيونال جيوغرافيك : القاضي

### غير ذلك
- 2019: ظهوره في كليب لماهر زين

## الجوائز
- وسام الاستحقاق التونسي سنة 2004
- تم تكريمه في مهرجان القاهرة السينمائي الدولي عام 2006 لمشاركته في السينما العالمية
- جائزة خاصة لجميع أعماله في مهرجان ليبرفيل السينمائي الدولي في ليبرفيل عام 2012
- جائزة التفسير الذكوري للحبل الخامس في مهرجان وهران الدولي للسينما العربية 2012

## وفاته
توفي هشام رستم يوم 28 يونيو 2022 عن عمر ناهز الخامسة والسبعين، حيث عثر عليه مرميا على الأرض وقد أفاد الأطباء أن الوفاة حصلت قبل يومٍ من العثور على الجثة.

## وصلات خارجية
- هشام رستم على موقع IMDb (الإنجليزية)
- هشام رستم على موقع قاعدة بيانات الأفلام العربية
- هشام رستم على موقع ألو سيني (الفرنسية)
- هشام رستم على موقع أول موفي (الإنجليزية)
- هشام رستم على موقع قاعدة بيانات الأفلام السويدية (السويدية)
- هشام رستم على موقع قاعدة بيانات الفيلم (الإنجليزية)
- هشام رستم على موقع كينوبويسك (الروسية)